# Dawson (Géorgie)
Pour les articles homonymes, voir Dawson.
La ville américaine de Dawson est le siège du comté de Terrell, dans l’État de Géorgie.

## Démographie
| 1860 | 1870  | 1880  | 1890  | 1900  | 1910  |
| ---- | ----- | ----- | ----- | ----- | ----- |
| 521  | 1 099 | 1 576 | 2 284 | 2 926 | 3 827 |

| 1920  | 1930  | 1940  | 1950  | 1960  | 1970  |
| ----- | ----- | ----- | ----- | ----- | ----- |
| 3 504 | 3 827 | 3 681 | 4 411 | 5 062 | 5 383 |

| 1980  | 1990  | 2000  | 2010  | - | - |
| ----- | ----- | ----- | ----- | - | - |
| 5 699 | 5 295 | 5 058 | 4 540 | - | - |

Lors du recensement de 2000, sa population s’élevait à 5 058 habitants.

## Source
- (en) Cet article est partiellement ou en totalité issu de l’article de Wikipédia en anglais intitulé « Dawson, Georgia » (voir la liste des auteurs).